# Lee Kinsolving
Lee Kinsolving (Boston, 30 agosto 1938 – Palm Beach, 4 dicembre 1974) è stato un attore statunitense.
È conosciuto soprattutto per la sua interpretazione nel film Il buio in cima alle scale (1960) di Delbert Mann, per cui ottenne la candidatura al Golden Globe per il miglior attore non protagonista nel 1961. Tra gli altri suoi film si ricordano La pelle degli eroi (1960) di Hall Bartlett e The Explosive Generation (1961) di Buzz Kulik.

## Filmografia parziale

### Cinema
- Il buio in cima alle scale (The Dark at the Top of the Stairs), regia di Delbert Mann (1960)
- La pelle degli eroi (All the Young Men), regia di Hall Bartlett (1960)
- The Explosive Generation, regia di Buzz Kulik (1961)

### Televisione
- Pursuit – serie TV, episodio 1x01 (1958)
- Westinghouse Desilu Playhouse – serie TV, episodio 1x17 (1959)
- Have Gun - Will Travel – serie TV, episodio 2x33 (1959)
- Hawaiian Eye – serie TV, episodio 2x16 (1960)
- Corruptors (Target: The Corruptors) – serie TV, episodio 1x07 (1961)
- I detectives (The Detectives) – serie TV, episodio 2x31 (1961)
- Mr. Novak – serie TV, episodio 1x01 (1963)
- Ben Casey – serie TV, episodio 2x24 (1963)
- Ai confini della realtà (The Twilight Zone) – serie TV, episodio 5x18 (1964)